# Brachyrhopala semirufa
Brachyrhopala semirufa là một loài ruồi trong họ Asilidae. Brachyrhopala semirufa được Hardy miêu tả năm 1929. Loài này phân bố ở miền Australasia.